# Józef Pogan
Józef Pogan (ur. 30 stycznia 1905 w Jerzmanowicach koło Krakowa, zm. 14 marca 1988 w Katowicach) – pochodzący z ubogiej wsi prozaik i poeta opisujący realia chłopskiej egzystencji. Mimo zakończenia formalnej edukacji na trzeciej klasie szkoły powszechnej, oraz konieczności zdobywania środków do życia pracą na roli, Pogan nie ustawał w samokształceniu. Żył w głębokim ubóstwie, do czasu, kiedy jego talent rozpoznały ówczesne autorytety (np. Kazimierz Wyka). W życiorysie autor podkreśla pozytywną rolę jaką odegrała we wczesnym etapie jego rozwoju literackiego, zamieszkała w Dolinie Będkowskiej, rodzina Rościszewskich.

W swoich powieściach Pogan opisuje sceny z życia ludności wiejskiej, naturalizm owych obrazów doprawiając od czasu do czasu szczyptą humoru. Ciężar chłopskiego losu jest przedstawiany często jako wynikający z ich własnej głupoty, lęku, zawiści i bezrozumnej religijności. Interesującym aspektem utworów Pogana jest dość wiernie przedstawiony język "chłopski".

W późniejszym okresie pisarz uległ wpływom socrealizmu, co znalazło odbicie w jego utworach. Pisane w zgodzie z ówczesną ideologią socjalistyczną, dzieła te (np. Na głodnym zagonie) przedstawiają mniejszą wartość literacką.

## Twórczość
- Głos, zbiór wierszy, 1938;
- Ugory, (z przedmową Stanisława Pigonia), powieść, 1947;
- Dekret niebieski. Biedny i bogaty zbiór, opowiadań, 1948;
- Cierpki owoc, zbiór opowiadań, 1948;
- Na głodnym zagonie, powieść, 1950